# Щипавка сибірська
Щипавка сибірська (Cobitis melanoleuca) — риба родини в'юнові.

## Характеристика
Тіло видовжене, сплюснуте з боків, вкрите дуже дрібною лускою. Очі малі, розташовані у верхній частині голови. Під очима розташовані гострі кісткові колючки. Навколо ротового отвору три пари вусиків. При основі хвостового плавця дві чіткі темні видовжені плями. Зазвичай в хвостовому плавці 14-15 розгалужених променів. Найбільша довжина тіла до 9 см, маса до 9,5 г, тривалість життя 4-5 років. Забарвлення дуже варіює, але переважають сірувато-буруваті чи жовтуваті тони. На боках тіла плями, які іноді зливаються в широку смугу. Під час нересту забарвлення яскравішає: спина стає жовтою, плями темнішають, вздовж голови і тіла з'являються епітеліальні горбки.

## Таксономія
Один з близько 70 видів роду Cobitis. Вид поділяють на декілька форм, у тому числі підвиди:
- Cobitis melanoleuca Nichols, 1925 — Щипавка сибірська.
  - Cobitis melanoleuca gladkovi Victor P. Vasil'ev & Vasil'eva, 2008 — щипавка сибірська Гладкова;
  - Cobitis melanoleuca melanoleuca Nichols, 1925 — типова форма щипавки сибірської.

## Розповсюдження
Широко поширений в прісноводних водоймах Європи від басейну Дону до Уралу, в Сибіру, Монголії, у водоймах Далекого Сходу (зокрема й в басейні Амуру), Північного Китаю і на півострові Корея. В Україні зустрічається тільки в басейні Сіверського Дінця (західна межа ареалу), де відмічена як у корінному руслі, так і в притоці — річці Красна.

## Спосіб життя
Прісноводна малорухлива риба, яка не здійснює широких міграцій. Трапляється переважно на прибережних ділянках річок з уповільненою течією, або в затоках з мулисто-піщаним дном, зустрічається в евтрофованих водоймах. Веде донний спосіб життя. Багато часу проводить, занурившись у ґрунт. Живлення складається з зоо- та фітопланктону, організмів зообентосу. Вік статевого дозрівання, плодючість, хід нересту та розвитку у водоймах України потребують додаткового вивчення.

## Значення
Промислового значення не має. Розводиться аматорами у акваріумах. Вид занесений до Червоної книги України.

## Виноски
1. ↑  Куцоконь Ю., Квач Ю. Українські назви міног і риб  фауни України для наукового вжитку // Біологічні студії. — 2012. — Т. 6, №2. — С. 199—220. Архів оригіналу за 23 червня 2013. [Архівовано 2017-10-04 у Wayback Machine.]
2. ↑  Про затвердження переліків видів тварин, що заносяться до Червоної книги України. Архів оригіналу за 3 березня 2022. Процитовано 1 травня 2011.